# Pedrito Pareja
Pedro Pareja Duque, deportivamente conocido como Pedrito (Canet de Mar, Barcelona, España, 28 de abril de 1989), es un exfutbolista español.

## Trayectoria
Formado en el fútbol base de la Unió Esportiva Vilassar, durante la temporada 2007/08 se marchó al Atlético Malagueño de Tercera División. La siguiente campaña fue el máximo goleador del equipo, con 12 tantos, con los que contribuyó a que el filial del Málaga CF disputase la promoción de ascenso a Segunda B.
La temporada 2009/10 siguió jugando con el filial malacitano, aunque llegó a debutar en Primera División con el primer equipo. Su bautismo en la máxima categoría tuvo lugar el 13 de diciembre de 2009 en Valladolid. En total, esa campaña disputó tres encuentros con el Málaga CF en Primera División. Finalizado el curso y tras ser descartado por el club blanquiazul, regresó a su Cataluña natal para fichar por la UE Llagostera, de Tercera División.
En el 2014, Pedrito se incorporó al Nea Salamina Famagusta de Chipre, para jugar en la Primera División.

## Clubes
| Club                   | País   | Años      |
| ---------------------- | ------ | --------- |
| Atlético Malagueño     | España | 2008-2010 |
| Málaga CF              | España | 2009-2010 |
| UE Llagostera          | España | 2010-2012 |
| Nea Salamina Famagusta | Chipre | 2014-2017 |